# Geevarghese Mar Ivanios Panicker

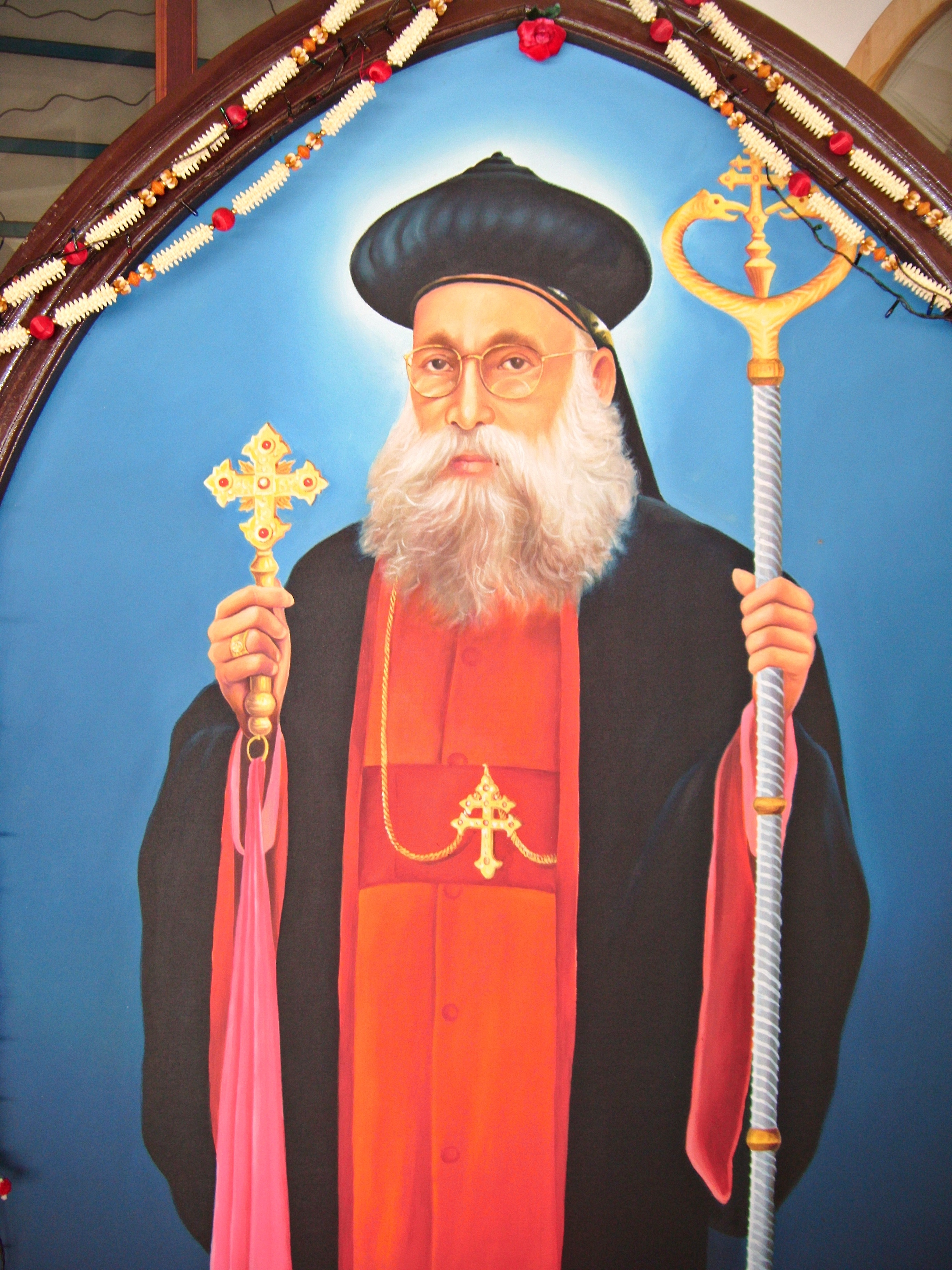
Erzbischof Geevarghese Mar Ivanios Panicker (Gemälde an der Außenseite der erzbischöflichen Kurie, Trivandrum, Kerala)

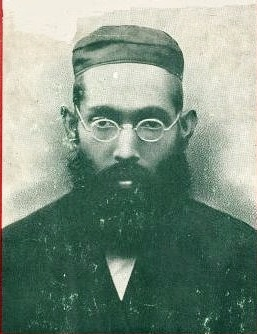
Geevarghese Mar Ivanios als junger orthodoxer Geistlicher

Geevarghese Mar Ivanios Panicker OIC (* 8. September 1882 in Mavelikkara bei Alappuzha, Indien; † 15. Juli 1953 in Trivandrum) war ein Ordensstifter, Gründer der syro-malankarisch-katholischen Kirche und erster malankarisch-katholischer Erzbischof von Trivandrum.

## Leben und Wirken

### Jakobit
Er wurde als Geevarghese Panicker (auch Paniker oder Panickerveetil) geboren; seine Eltern waren die Thomaschristen Thomas Panicker und seine Ehefrau Annamma. Die Familie gehörte der autokephalen malankarisch-syrisch-orthodoxen Kirche an, welche nach dem sogenannten Schwur vom Schiefen Kreuz (1653) entstanden war und ihren ursprünglichen ost-syrischen Ritus (auch Chaldäischen Ritus) der Thomaschristen gegen den west-syrischen Ritus (auch Antiochischen Ritus) eingetauscht hatte. Ihre Mitglieder werden in Südindien meist „Jakobiten“ genannt.
Ab dem 15. Lebensjahr besuchte der Junge die jakobitisch-orthodoxe M.D. Seminary Schule in Kottayam. Am 20. April 1898 erhielt er die niederen Weihen und wurde nach Madras auf das dortige Christian College entsandt um seine Studien zu komplettieren. Hier erwarb er den akademischen Grad eines Master of Arts in Geschichte und Wirtschaftslehre. Dann wurde er Diakon und Prinzipal (Rektor) seiner früheren Schule, der M.D. Seminary School, Kottayam. Am 15. August 1908 empfing er die Priesterweihe durch Bischof Vattaseril Mar Divannasios im Seminar von Parumala.
Panicker wurde bekannt als „MA-Pfarrer“, da er der einzige syrisch-orthodoxe Priester in Südindien war, der den Titel eines Master of Arts (MA) besaß. Von 1913 bis 1919 lehrte er Geschichte, Politik- und Wirtschaftslehre an der University von Serampore, bei Kalkutta. Schließlich gab er diese Stelle auf, kehrte in seine südindische Heimat, das heutige Kerala zurück und gründete dort am 15. August 1919 den orthodoxen Männerorden Imitation of Christ, sowie dessen erstes Kloster „Bethany Ashram“. 1925 trat auch ein weiblicher Ordenszweig dazu, die „Bethany-Sisters“.
Am 1. Mai 1925 erhielt Geevarghese Panicker die Bischofsweihe und wurde jakobitisch-orthodoxer Oberhirte von Bethany, am 13. Februar 1929 avancierte er zum Metropoliten. Bei der Bischofsweihe nahm er den Namen „Mar Ivanios“ an.

### Katholischer Erzbischof

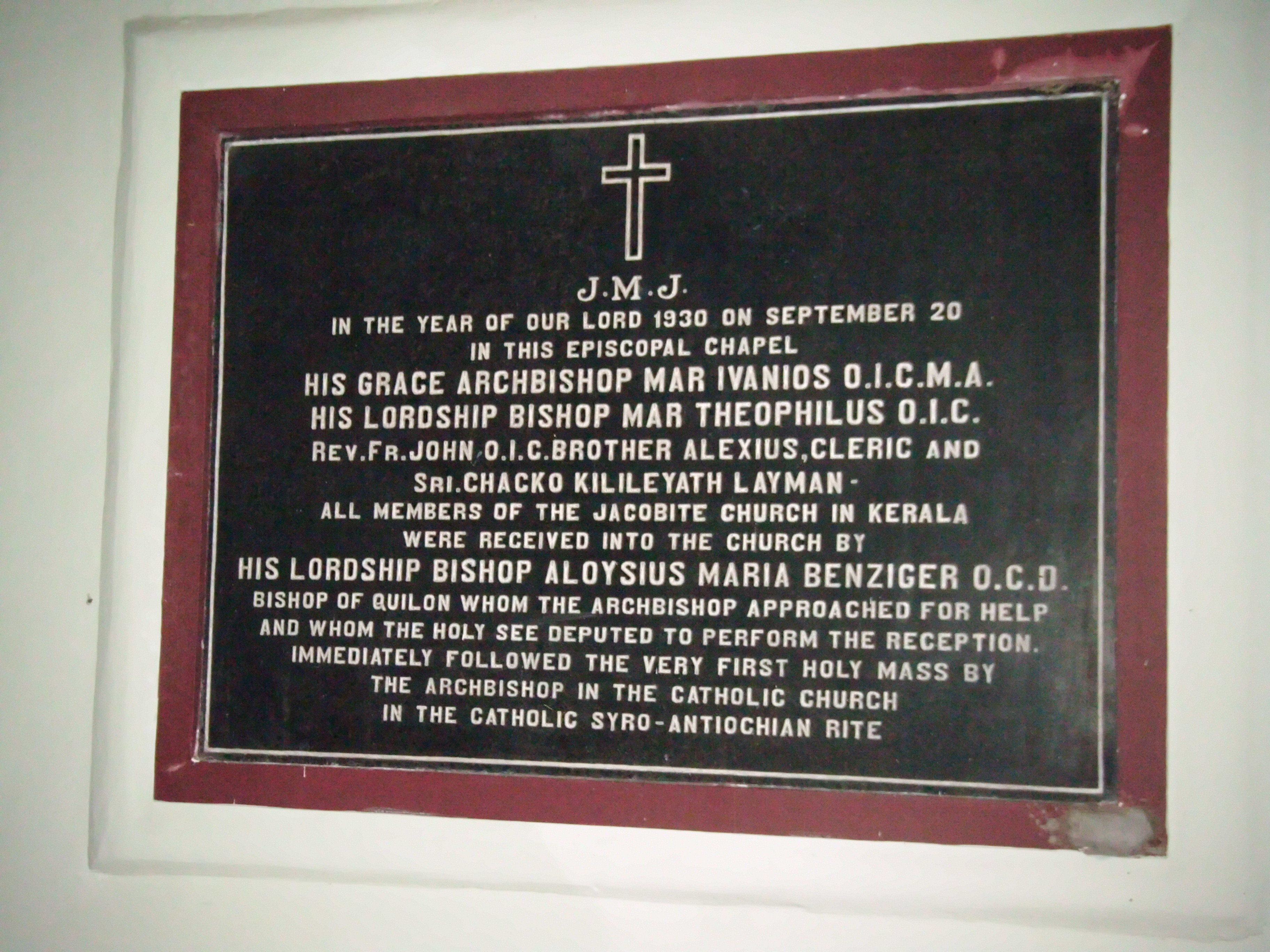
Bischofskapelle Quilon, Gedenkstein zur Erinnerung an den Übertritt von Mar Ivanios zum Katholizismus und die Gründung der syro-malankarischen Kirche, 1930

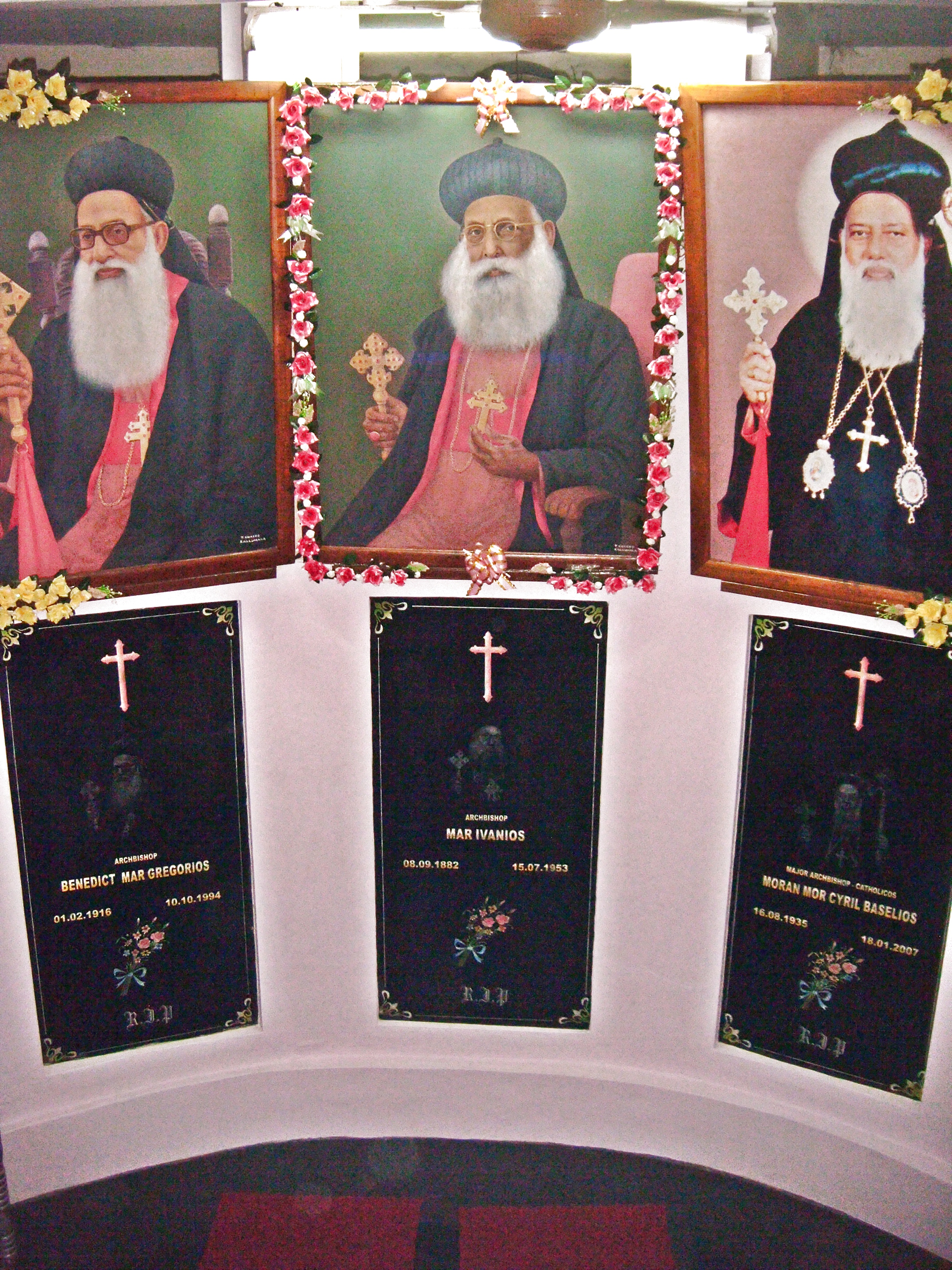
St. Mary’s Cathedral Trivandrum, Grab von Erzbischof Mar Ivanios (Mitte)

In der malankarisch-syrisch-orthodoxen Kirche gab es zu jener Zeit viele unerfreuliche Querelen und Streitigkeiten. Unabhängig davon herrschte in weiten Teilen stets auch die Bestrebung, wieder zur 1653 verlorenen Einheit mit Rom zurückzukehren.
Mar Ivanios war befreundet mit Alois Benziger, dem katholischen Bischof von Quilon, einem Kenner orientalischer Liturgien. Durch ihn kamen Unionsverhandlungen mit Rom in Gang und führten schließlich am 20. September 1930, in Kollam (Quilon), zum Übertritt des Metropoliten und seines Suffraganbischofs Jacob Mar Theophilos (1891–1956) in die katholische Kirche, unter voller Beibehaltung ihrer west-syrischen Liturgie und ihrer geistlichen Ämter. Sie gründeten die syro-malankarische katholische Kirche, einen orientalischen Zweig der katholischen Kirche, welcher derzeit (2013) ca. 500.000 Mitglieder zählt. Der Orden der Imitation of Christ (OIC) wurde ebenfalls in die  katholische Kirche überführt, viele seiner Nonnen sind heute in Deutschland tätig.
Am 11. Juni 1932 gründete Papst Pius XI. das syro-malankarische Erzbistum Trivandrum und bestellte Mar Ivanios zum ersten Erzbischof und Haupt der syro-malankarischen Katholiken. Noch im gleichen Jahr reiste dieser nach Rom um das Pallium zu empfangen. In Dublin besuchte er den 32. Eucharistischen Weltkongress, wo er u. a. mit Gilbert Keith Chesterton zusammentraf, der ihn als den „Kardinal Newman von Indien“ bezeichnete. 1947 besuchte Mar Ivanios Australien und Kanada. 1953 starb er im Alter von 70 Jahren und wurde in der Krypta der St. Mary’s Cathedral Trivandrum bestattet – sitzend wie es bei jakobitischen Metropoliten der Brauch ist. Seine Grabkammer ist deshalb höher als breit.
Mar Ivanios war von tiefer persönlicher Frömmigkeit und hatte die malankarisch-katholische Kirche im Sinne seiner syro-indischen Spiritualität aufgebaut. Als Ordensstifter und Gründer der katholischen Teilkirche genoss er große Verehrung; es setzten Wallfahrten zu seinem Grab ein. Deshalb wurde der Seligsprechungsprozess eröffnet, in dessen Verlauf man Erzbischof Geevarghese Mar Ivanios am 14. Juli 2007 zum Ehrwürdigen Diener Gottes erklärte. Am 14. März 2024 bestätigte Papst Franziskus den heroischen Tugendgrad.
In Trivandrum, der Hauptstadt von Kerala, ist das Mar Ivanios College nach ihm benannt.

## Weblinks

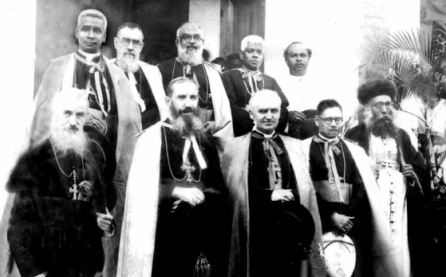
Gruppenfoto indischer Bischöfe. Vorn ganz rechts Erzbischof Mar Ivanios Panicker; ganz links Bischof Alois Benziger, mit dem zusammen er 1930 die Kirchenunion verwirklicht hatte.

## Galerie

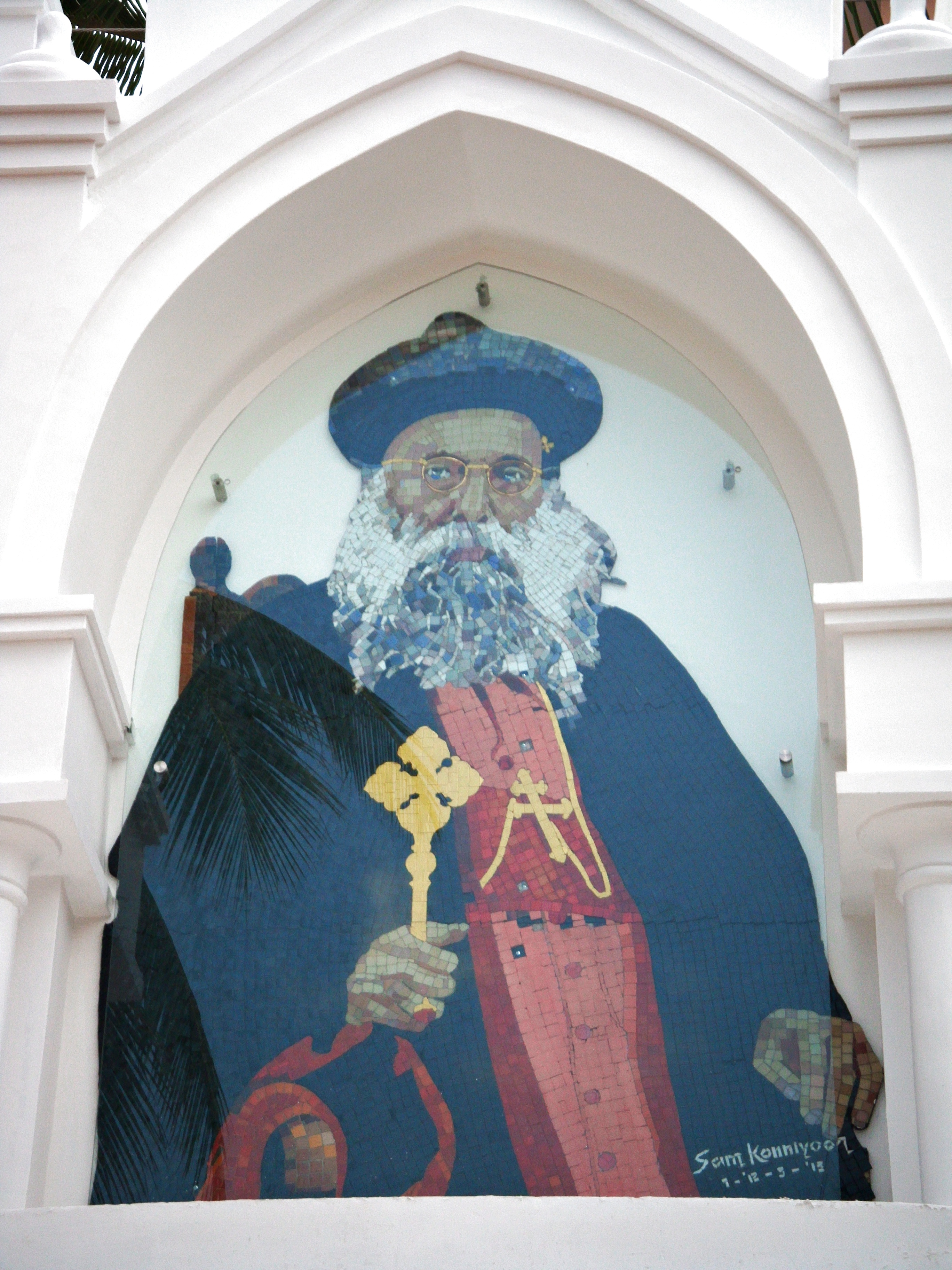
Mosaik von Erzbischof Mar Ivanios, Außenseite der St. Mary`s Cathedral, Trivandrum
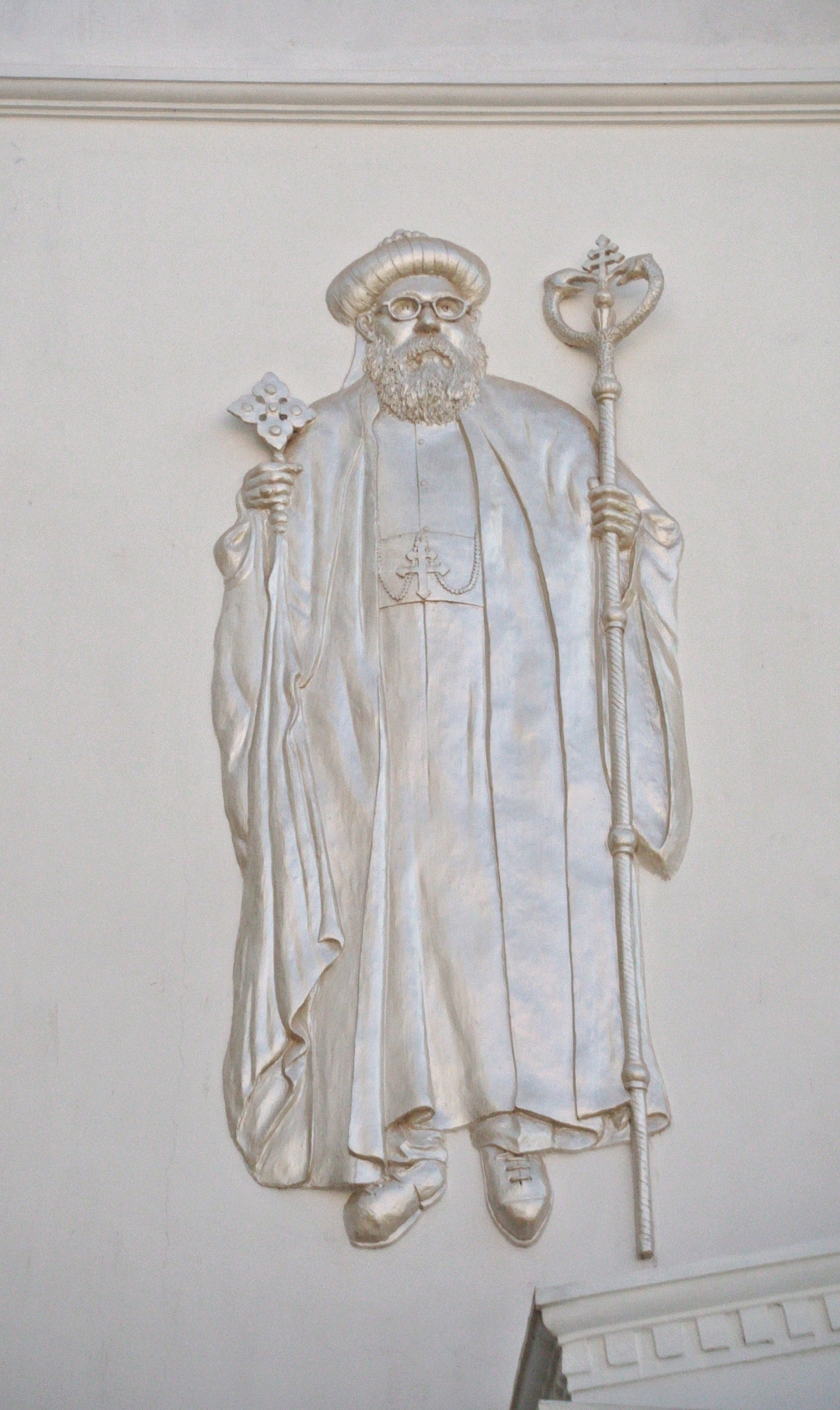
Relief von Erzbischof Mar Ivanios, Außenseite der groß-erzbischöflichen Kurie, Trivandrum
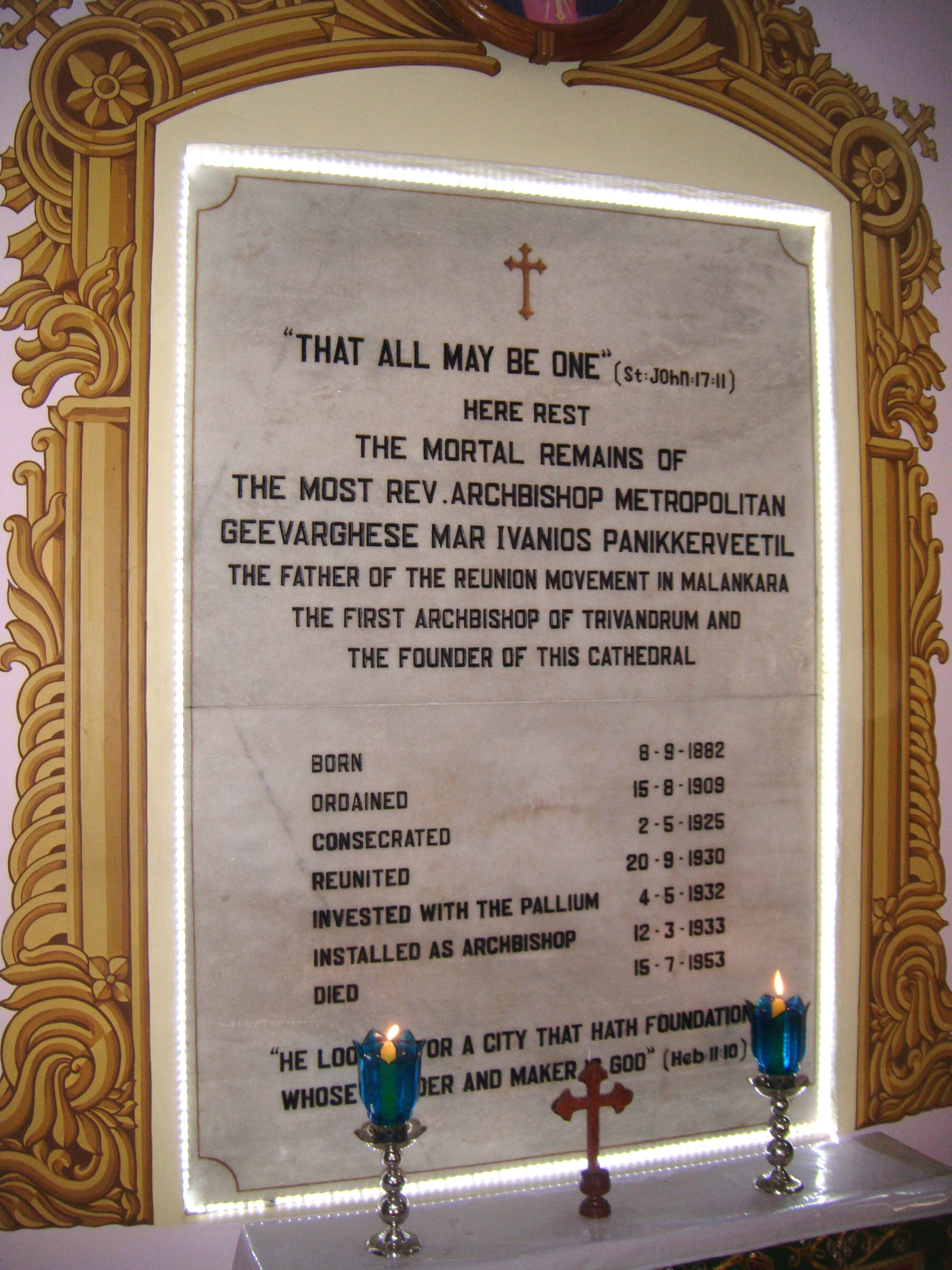
Gedenkstein für Erzbischof Mar Ivanios, St. Mary`s Cathedral, Trivandrum, Eingang zur Gruft
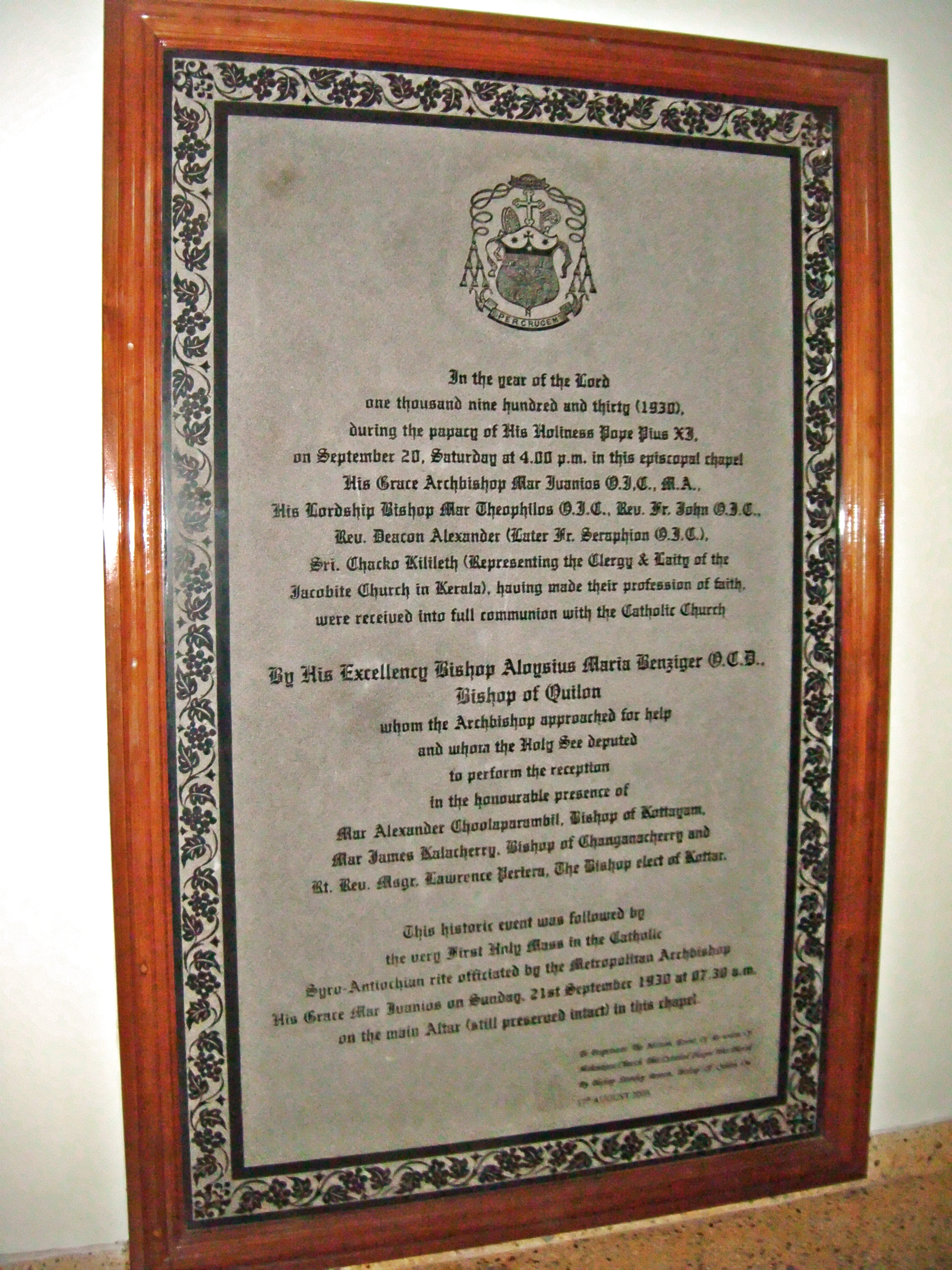
Denkmal an die Konversion von Erzbischof Mar Ivanios zur katholischen Kirche, Bischofshaus Kollam
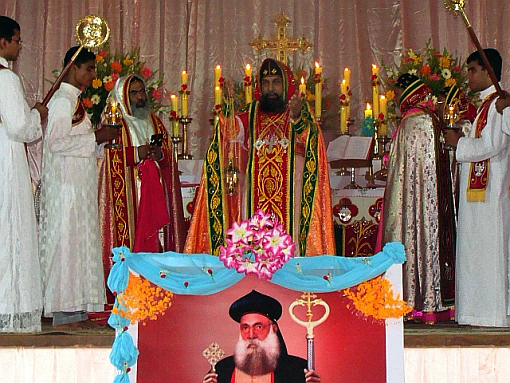
Syro-malankarische Pontifikalmesse für Mar Ivanios, mit dessen geschmückten Bild im Vordergrund (2008)

| Personendaten    | Personendaten                                                           |
| ---------------- | ----------------------------------------------------------------------- |
| NAME             | Panicker, Geevarghese Mar Ivanios                                       |
| ALTERNATIVNAMEN  | Panicker, Geevarghese; Panickaruveetil, Geervaghese Thomas              |
| KURZBESCHREIBUNG | indischer Erzbischof, Gründer der syro-malankarisch-katholischen Kirche |
| GEBURTSDATUM     | 8. September 1882                                                       |
| GEBURTSORT       | Mavelikkara bei Alappuzha, Indien                                       |
| STERBEDATUM      | 15. Juli 1953                                                           |
| STERBEORT        | Thiruvananthapuram, Kerala, Indien                                      |